# Émile Fernand-Dubois
Pour les articles homonymes, voir Dubois.
 (juillet 2017).
Émile Fernand-Dubois né à Paris 11e le 21 juillet 1869 et mort à Villejuif le 26 septembre 1952 est un sculpteur, graveur et médailleur français.
Il s'est illustré dans la réalisation de monuments aux morts de la Grande Guerre. Il a obtenu une médaille d’or au Salon des artistes français de 1923.

## Biographie
D'abord élève de Sul-Abadie (Toulouse, 1853-1890), Émile Fernand-Dubois suit après sa mort l'enseignement de Jules Dalou. Il travaille ensuite quelque temps comme praticien pour Auguste Rodin[réf. nécessaire] et passe également trois années dans l'atelier du fondeur Pierre Bingen, où il réalise de nombreux tirages en bronze à la cire perdue.
Il se plaisait à se désigner comme étant un « statuaire », et vient s'installer à Cosne-Cours-sur-Loire sur les recommandations de Claude Goujat, alors maire de la petite municipalité. Il joue un rôle de premier plan dans l'histoire et le développement du musée de la Loire de Cosne-Cours-sur-Loire, dont il fut le premier conservateur en 1921. Il fera de nombreuses acquisitions et dressa avec son ami Casimir Cépède le premier inventaire.
En 1925 à Paris, il crée La Horde à Montparnasse, une association venant en aide aux artistes dans le besoin. Chaque année, l'association organise un bal de charité à la salle du bal Bullier qui, en 1926, avait pour thème « La Horde sous les Tropiques ». Il y participe en créant pour l'occasion des costumes, accessoires, masques, boutons, etc..
Il expose au Salon des artistes français, dont il est sociétaire en 1902, ainsi qu'au Salon des indépendants.
Il habite d'abord au 140, Avenue du Maine, puis dès 1905 au 66, Avenue de Châtillon à Montrouge et enfin 15, Rue Morère. Son atelier parisien était situé au 44, avenue de Châtillon à partir de 1902.
Il est inhumé au cimetière Saint-Agnan, auprès de son épouse Jane, à Cosne-Cours-sur-Loire.

## Œuvres dans les collections publiques
- Alligny-Cosne : Un médaillon en grès exécuté par les potiers de Saint-Amand-en-Puisaye en mémoire d'une victime des Allemands.
- Avion : Monument aux morts, portant l'inscription « Tu ne tueras point » édifié en 1924.
- Château-Chinon : Monument à Louis de Courmont, médaillon en bronze.
- Cosne-Cours-sur-Loire :
  - Le Monument aux victimes du coup d’État de 1851, élevé en 1902 sur le Square Alphonse Baudin, bronze envoyé à la fonte sous le régime de Vichy[6]. Un médaillon de remplacement en grès émaillé réalisé par René Giblin est installé en 1996.
  - Le Monument à la gloire de la République, élevé en 1906 en haut du boulevard de la République, bronze, envoyé à la fonte sous le régime de Vichy[6], disparu.
  - Le Monument aux morts de 1870-71, élevé en 1908 au cimetière Saint-Agnan sur lequel sera ajoutée plus tard la mention « 1914-1918 ».
  - Le Buste de son épouse Jane morte dans le bombardement du musée en juin 1940 au cimetière Saint-Agnan.
  - musée de la Loire, fonds d'œuvres d'Émile Fernand-Dubois[7], dont :
    - Émile Fernand-Dubois sculptant dans son atelier (croquis), dessin ;
    - Homme en costume antique ou médiéval portant casque et épée, dessin ;
    - Médaille avec portrait de Jean Jaurès (médaille montée par des clous sur une plaque en plastique rouge, imitation marbre), médaille ;
    - Petit masque dans le style du théâtre grec (tête grimaçante), plâtre patiné ;
    - Allégorie de la Musique : femme jouant de la flûte de pan, estampe ;
    - Amoureuse extase (femme nue), 1914, plâtre patiné ;
    - Buste d'Albert Thomas, plâtre patiné ;
    - Buste de Casimir Cépède, 1936, plâtre patiné ;
    - Cavalaire (Var), 1916, huile sur bois ;
    - Buste de Gavroche (buste sur socle en plâtre), 1913, plâtre patiné ;
    - Deux femmes enlacées (plaque avec relief), terre cuite ;
    - Esquisse de la Douleur (monument aux morts de Cosne), 1922, plâtre patiné ;
    - Ève à la pomme et au serpent, plâtre.
- Forcalquier : Hésitation, ou Fugitive résistance, 1913, marbre.
- Issy-les-Moulineaux, cimetière communal : Monument aux morts, 1924, marbre blanc.
- Montmorency, ancien cimetière des Champeaux : Pleureuse, statue en marbre blanc.
- Montrouge, square des États-Unis : Femme à la conque ou Femme au coquillage, marbre blanc, œuvre inscrite au patrimoine culturel d'Île-de-France[8].
- Neuvy-sur-Loire : Un médaillon sur le monument aux victimes du Coup d’État de 1851.
- Nogent-le-Rotrou :
  - musée de Nogent-le-Rotrou : Paul Deschanel, 1926, buste en marbre.
  - place Saint-Pol : Monument à Paul Deschanel, 1926, statue et haut-relief en marbre.
- Paris :
  - cimetière de Passy, 13e division : Léon Clément, buste en bronze[9].
  - palais du Louvre, façade de l'aile Rohan-Rivoli : Jean-Baptiste Eblé, 1926, statue en pierre.
- Puteaux, cimetière communal : Monument aux morts intitulé La guerre, la raison et l'humanité édifié en 1930.
- Saint-Amand-en-Puisaye : Monument aux morts remplaçant celui en ciment armé du sculpteur Thomas Cartier (1920) édifié en 1934.

## Salons
- Salon des artistes français :
  - 1890 : Sans asile (médaille d’honneur) ;
  - 1891 : (mention honorable) ;
  - 1900 : (médaille d’argent pour une œuvre en collaboration avec Messager) ;
  - 1910 : Devant l'amour (mention honorable et médaille de 3e classe) ;
  - 1911 : Devant l’Amour (médaille de 2e classe) ;
  - 1912 : Fugitive résistance, plâtre ;
  - 1920 : Amoureuse extase ; Prélude d'amour, édité par la fonderie Susse ;
  - 1921 : Sanglots sur les ruines, modèle en plâtre (no 3521) ; En rêve et Muse éplorée (prix Albert Maignan) ;
  - 1922 : La Douleur ; Sanglots sur les ruines, marbre pour la ville de Cosne-Cours-sur-Loire sous le titre de Muse éplorée (médaille d’or hors-concours).